# Haremssprung
Der Haremssprung ist eine Verpaarungsmethode, die vor allem in der Schafzucht angewendet wird. Dabei wird ein Schafbock mit zwei oder drei deckbereiten („bockenden“) Mutterschafen für 12 Stunden in einem abgegrenzten Raum zusammen aufgestallt. Der Vorteil gegenüber der Aufstallung mit nur einer Zibbe ist, dass eine größere Freiheit in der Paarung besteht, die individuelle Zuteilung der Tiere aber gewährleistet ist. Die Erfolgskontrolle kann über ein im  Brustbereich des Schafbocks angebrachtes Farbdepot erfolgen, welches beim bedeckten Mutterschaf einen Farbabdruck auf dem Rücken hinterlässt.
Alternative ist der sogenannte „Sprung aus der Hand“, bei dem ein Bock und eine Zibbe unter Aufsicht des Schäfers zusammengeführt werden. Beim „wilden Sprung“ läuft der Schafbock unkontrolliert in der Herde, eine gezielte Verpaarung zur Erzielung eines Zuchtfortschritts ist damit unmöglich und auch zuchthygienisch ist diese Methode am ungünstigsten.